# Mychocerus crassus
Mychocerus crassus is een keversoort uit de familie dwerghoutkevers (Cerylonidae). De wetenschappelijke naam van de soort werd in 1876 gepubliceerd door Edmund Reitter.